# 원 인 어 밀리언 (영화)
《원 인 어 밀리언》(One In A Million)은 미국에서 제작된 시드니 랜필드 감독의 1936년 코미디, 뮤지컬, 멜로/로맨스 영화이다. 소냐 헤니 등이 주연으로 출연하였다.

## 출연

### 주연
- 소냐 헤니
- 아돌프 멘주

### 조연
- 돈 아메체
- 네드 스팍스
- 진 허숄트
- 더 리츠 브라더스
- 해리 리츠
- 아레인 저지
- 딕시 던바
- 레아 레이
- 셜리 딘
- 몬타구 러브
- 앨버트 콘티
- 줄리어스 태넌
- 준 게일
- 릴리언 포터
- 보니 배넌
- 돈 액커먼
- 루이즈 앨런
- 워드 아놀드
- 존 벤슨
- 칼라일 블랙웰 주니어
- 파멜라 블레이크
- 잭 보일
- 빌 브랜디
- 에곤 브레처
- 애나벨 브루디
- 줄리 카반
- 레스 클락
- 클라렛 엘리스
- 베스 플라워스
- 프레더릭 기어만
- 제임스 곤잘레스
- 에디스 하스킨스
- 구스 하이랜드
- 제리 제임스
- 팻시 리
- 앨런 매튜스
- 존 맥도널드
- 폴 맥베이
- 고든 메릭
- 알베르토 모린
- 잭 모턴
- 제임스 노타로
- 에멧 오브라이언

## 기타
- 협력프로듀서: 레이몬드 그리피스
- 조감독: 헨리 구트먼
- 세트: 토머스 리틀
- 의상: 로이어
- 분장부문: 벤 나이
- 배역: 윌리엄 메이베리
- 프로덕션매니저: 대릴 F. 자눅